# Kārnām-e Soflá
Kārnām-e Soflá (persiska: كار نام, Kārnām-e Pā’īn, Kār Nām, كارنام پائین, كارنام سفلی) är en ort i Iran.   Den ligger i provinsen Mazandaran, i den norra delen av landet, 200 km öster om huvudstaden Teheran. Kārnām-e Soflá ligger 961 meter över havet och antalet invånare är 278.
Terrängen runt Kārnām-e Soflá är kuperad. Runt Kārnām-e Soflá är det ganska tätbefolkat, med 111 invånare per kvadratkilometer. Närmaste större samhälle är Kūhsār Kandeh, 19,8 km norr om Kārnām-e Soflá. I omgivningarna runt Kārnām-e Soflá växer i huvudsak blandskog.